# Ignacio Doménech Puigcercós
Ignacio Doménech Puigcercós (Manresa (Barcelona) 8 de septiembre de 1874 - Barcelona, 11 de noviembre de 1956) fue un editor y gastrónomo español, autor de numerosas obras de gastronomía. Conoció a Teodoro Bardají Mas en la Biblioteca Nacional y colaboró estrechamente con él en numerosos artículos culinarios. En su época amigos suyos hicieron célebre un plato en su honor: "Huevos Ignacio Doménech". Editó diversas revistas de contenido exclusivamente gastronómico, por y para profesionales. Al escribir cerca de más de una veintena las obras a lo largo de su vida, le confirma como unos de los autores en libros de gastronomía más prolijo. 

## Obras
- «La gastronomía», Madrid 1899.
- «Todos los platos del día», Madrid, 1912
- «La pastelería mundial y los helados modernos», Madrid, 1912, 1922.
- «El arte del Cocktelero Europeo»., Madrid, 1912, Barcelona 1931.
- «Un festín en la Edad Media», Madrid 1913,
- «Ayunos y abstinencias. Cocina de Cuaresma», Madrid 1914
- «La Nueva Cocina Elegante Española», Madrid 1915,
- «Guía práctica para la confección de toda clase de helados», Madrid 1916
- «El cocinero americano», Madrid 1917
- «La cocina Vegetariana Moderna», Madrid 1918.
- «La Cocina infantil», Madrid 1919
- «Los entremeses y la hora del té», Madrid, 1931.
- «La Guía del Gastrónomo y del Maître d'Hotel», Madrid 1917.
- «La Cocina Vasca», Madrid 1935.
- «Cocina de recursos (deseo mi comida)», Barcelona 1941.
- «Mi Plato», Barcelona s.f.
- «Cocina de recursos (deseo mi comida)», Gijón 2011 ISBN 978-84-9704-608-4. Prólogo Joan Sella. Edición a cargo de Miguel Arrieta. www.trea.es

## Revistas que editó
- La Cocina Elegante (1904-1905).
- El Gorro Blanco (1906-1921 y 1921-1945).